# Хырманджыг
Хырманджыг, также Хырманджиг (азерб. Xırmancıq), ранее также Хырманджук или Хрманджук, — село в административно-территориальном округе села Булутан Ходжавендского района Азербайджана.

## Этимология
Согласно Энциклопедическому словарю топонимов Азербайджана, ойконим может означать малое место для молотьбы зерна, а также этот ойконим может являться этнотопонимом.

## География
Сёла Булутан, Хырманджыг и Меликджанлы входят в состав Булутанского сельского административно-территориального округа Ходжавендского района, при этом село Булутан является центром этого сельского административно-территориального округа. Село расположено в предгорной местности.

## История
Согласно Энциклопедическому словарю топонимов Азербайджана, населённый пункт был образован в результате переселения в местность Хырманджыг армянских семей из Гарадагского магала Южного Азербайджана после российско-иранской войны (1826-1828 годов).
Епископ Армянской Апостольской церкви Макар Бархударянц пишет про село Хырманджыг:
"Жители из Карадага, дымов 40, душ — 310. Церковь — Цахкаванк, есть священник.
В советский период село входило в состав Булутанского сельсовета Гадрутского района Нагорно-Карабахской автономной области (НКАО) Азербайджанской ССР.
2 сентября 1991 года на совместной сессии Нагорно-Карабахского областного и Шаумяновского районного Советов народных депутатов была принята Декларация о провозглашении Нагорно-Карабахской Республики в границах Нагорно-Карабахской автономной области (НКАО) и сопредельного Шаумяновского района Азербайджанской ССР.
26 ноября 1991 года Верховный Совет Азербайджанский Республики принял Закон "Об упразднении Нагорно-Карабахской автономной области Азербайджанской Республики". В этом Законе было постановлено помимо упразднения Нагорно-Карабахской Автономной Области (НКАО), в том числе также и переименование Мартунинского района в Ходжаведский, упразднение Гадрутского района и присоединение территории Гадрутского района в состав Ходжавендского района. В настоящее время село Хырманджыг входит в состав Булутанского сельского административно-территориальный округа Ходжавендского района Азербайджана.
В результате Карабахского конфликта село в начале 1990-х годов попало под контроль непризнанной Нагорно-Карабахской Республики (НКР). Согласно административно-территориальному делению непризнанной республики входило в состав Гадрутского района НКР и называлось Цахкаванк (арм. Ծաղկավանք).
16 октября 2020 года, во время Второй Карабахской войны, Президент Азербайджана Ильхам Алиев объявил о восстановлении Азербайджаном контроля над селом Хырманджыг.

## Памятники истории и культуры
Объекты исторического наследия в деревне и вокруг неё включают кладбище 18-19-х веков и церковь Сурб Аствацацин (1836 г., арм. Սուրբ Աստվածածին, дословно — «Пресвятая Богородица»), так же часовня (1887 г.).

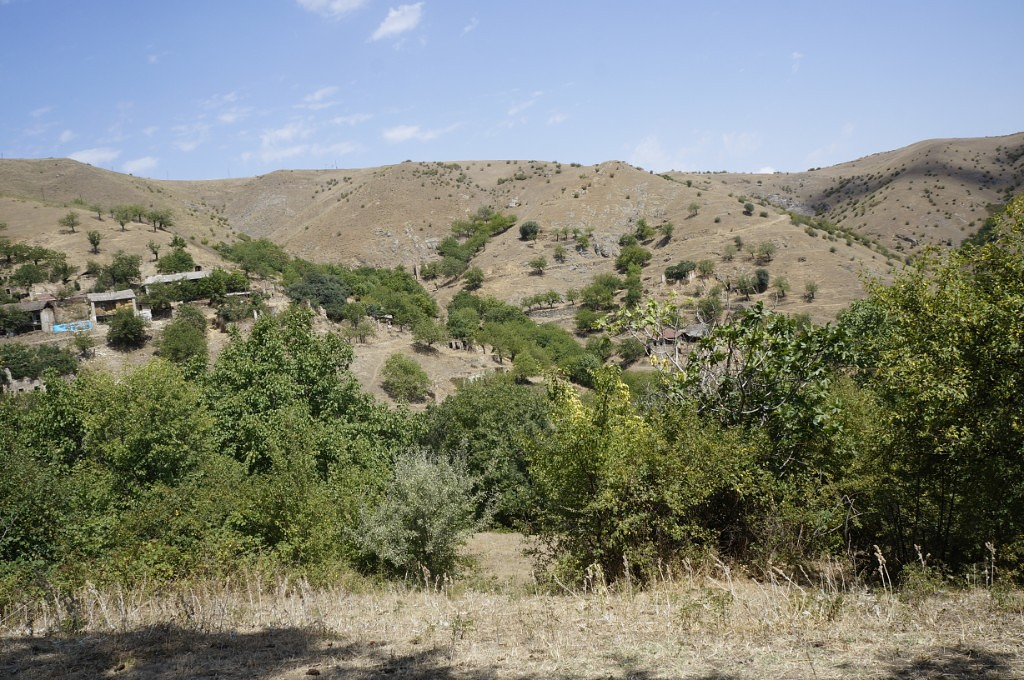
Хырманджик, июль 2014 г.

## Религия
Переселенцами вскоре была построена церковь. Жители считали себя христианами, несмотря на то, что у них сохранилось много верований, связанных с огнём.

## Население
По состоянию на 1 января 1933 года в селе проживало 314 человек (65 хозяйств), все — армяне.
Население на 2005 год — 16 чел., на 2010 год — 17 чел., на 2015 год — 4 чел.

## Известные люди выходцы из села
Темур Месропович Арзуманов (азерб. Temur Mesropoviç Arzumanyan, арм. Թեմուր Արզումանով; 16 февраля 1913, Шушинский уезд — 1994) — советский виноградарь, Герой Социалистического Труда (1950), родился 16 февраля 1913 года в с. Хырманджыг Шушинского уезда Елизаветпольской губернии (ныне Ходжавендский район Азербайджана). Участник Великой Отечественной войны.